# Viburnum elatum
Viburnum elatum là một loài thực vật thuộc họ Caprifoliaceae. Đây là loài đặc hữu của México.